# USS Gwin (DM-33)
USS Gwin (DD-772/DM-33/MMD-33) là một tàu khu trục rải mìn lớp Robert H. Smith được Hải quân Hoa Kỳ chế tạo trong Chiến tranh Thế giới thứ hai. Nó là chiếc tàu chiến thứ tư của Hải quân Hoa Kỳ được đặt theo tên Thiếu tá Hải quân William Gwin (1832-1863), tử trận trong cuộc Nội chiến Hoa Kỳ. Nó đã hoạt động cho đến hết chiến tranh, đưa về thành phần dự bị không lâu sau đó, nhưng nhập biên chế trở lại từ năm 1952 đến năm 1953. Con tàu được chuyển cho Thổ Nhĩ Kỳ năm 1971 và tiếp tục hoạt động như là chiếc TCG Muavenet (DM-357) cho đến năm 1993. Gwin được tặng thưởng danh hiệu Đơn vị Tưởng thưởng Hải quân cùng bốn Ngôi sao Chiến trận do thành tích phục vụ trong Thế Chiến II.

## Thiết kế và chế tạo
Gwin được đặt lườn, như là tàu khu trục DD-772 thuộc lớp Allen M. Sumner, vào ngày 31 tháng 10 năm 1943 tại xưởng tàu của hãng Bethlehem Steel Corporation ở San Pedro, California, và được hạ thủy vào ngày 9 tháng 4 năm 1944; được đỡ đầu bởi bà Jesse W. Tarbill, chị em họ với Thiếu tá Gwin, cũng là người đã đỡ đầu cho chiếc Gwin (DD-433). Nó được xếp lại lớp như một tàu khu trục rải mìn với ký hiệu lườn DM-33 vào ngày 19 tháng 7 năm 1944 trước khi nhập biên chế vào ngày 4 tháng 8 năm 1944 tại Los Angeles dưới quyền chỉ huy của Hạm trưởng, Trung tá Hải quân F. S. Steinke.

## Lịch sử hoạt động

### Thế Chiến II
Sau khi hoàn tất việc chạy thử máy dọc theo bờ biển California, Gwin khởi hành đi sang Mặt trận Thái Bình Dương trong vai trò soái hạm của Hải đội Rải mìn 3, và đi đến Trân Châu Cảng vào ngày 3 tháng 1 năm 1945. Nó lên đường đi sang vùng chiến sự một tuần sau đó, và sau khi đi đến Saipan vào ngày 20 tháng 1, nó cùng các tàu đồng đội gia nhập Đội Thiết giáp hạm 7. Từ ngày 21 đến ngày 26 tháng 1, nó đã tham gia đợt bắn phá xuống đảo Iwo Jima thuộc quần đảo Bonin nhằm chuẩn bị cho cuộc đổ bộ sẽ diễn ra một tháng sau đó. Sau đó nó quay trở lại Trân Châu Cảng để đại tu trước khi lên đường đi Eniwetok vào ngày 23 tháng 2.
Gwin khởi hành từ Eniwetok vào ngày 17 tháng 3 để hướng đến khu vực quần đảo Ryūkyū, nơi nó bắt đầu hoạt động quét mìn tại khu vực chung quanh Okinawa. Con tàu còn đảm đương những nhiệm vụ khác như bảo vệ chống tàu ngầm, cột mốc radar canh phòng và hỗ trợ hỏa lực cũng như hộ tống các tàu vận tải; nó đã ở lại khu vực ngoài khơi Okinawa trong năm tháng tiếp theo, hầu như cho đến hết chiến tranh. Trong giai đoạn này, khi phía Nhật Bản tung ra những đợt không kích tự sát Kamikaze quy mô lớn, nó đã tiêu diệt 16 máy bay đối phương; chín chiếc trong số này đã bị bắn rơi chỉ trong hai ngày 16 tháng 4 và 4 tháng 5. Trong một đợt không kích vào ngày 16 tháng 4, chiếc tàu khu trục đã liên tiếp bắn rơi hai máy bay ném bom hai động cơ Mitsubishi G4M "Betty", vốn đã nối tiếp nhau tấn công con tàu và bị bắn rơi chỉ cách nó 25 yd (23 m). Một khẩu đội đầy ý thức cảnh giác đã nhanh chóng xoay khẩu pháo sang mạn bên kia và bắn rơi thêm một chiếc "Betty" nữa, rơi cách con tàu 50 yd (46 m).
Chiều tối ngày 4 tháng 5, Gwin đang trực chiến tại trạm radar canh phòng ngoại vi Okinawa. Những máy bay tiêm kích tuần tra chiến đấu trên không (CAP) báo cáo về sự hiện diện của 8 đến 10 máy bay Nhật Bản bên mạn trái, và Gwin xoay các khẩu pháo sang bên mạn để đối phó. Bất ngờ một tốp máy bay đối phương khác ló ra từ hướng mặt trời lặn bên mạn phải; và nó phải xoay lại các khẩu súng và bắn hạ hai kẻ tấn công. Xoay các tháp pháo trở lại mạn trái, nó nổ súng vào tốp máy bay đầu tiên, và bắn rơi thêm ba chiếc Kamikaze nữa. Tuy nhiên, một chiếc Kamikaze thứ sáu đã đâm trúng Gwin tại tháp pháo phía sau tàu, khiến hai người thiệt mạng, hai người mất tích và 11 người nữa bị thương. Trong khi đội kiểm soát hư hỏng ra sức dập tắt đám cháy, đợt tấn công Kamikaze của đối phương kết thúc đột ngột. Chỉ trong vòng sáu phút, cho dù bị tấn công dần dập tử mọi phía, Gwin đã bắn rơi năm máy bay Nhật Bản và bị hư hại bởi chiếc thứ sáu.
Sau khi ở lại khu vực quần đảo Ryūkyū một thời gian ngắn để sửa chữa những hư hại trong chiến đấu, Gwin quay trở lại nhiệm vụ tuần tra và càn quét tại vùng biển chung quanh Okinawa. Nó gặp gỡ Lực lượng Đặc nhiệm 35 vào ngày 20 tháng 8 để cùng hướng đến vịnh Tokyo, tiến vào Sagami vào ngày 27 tháng 8, và bắt đầu rà quét mìn tại khu vực này, phá hủy khoảng 41 quả thủy lôi chỉ trong hai ngày làm nhiệm vụ. Cuối cùng nó tiến vào vịnh Tokyo vào đúng ngày 2 tháng 9, ngày mà Nhật Bản chính thức ký kết văn kiện đầu hàng bên trên thiết giáp hạm Missouri (BB-63).
Gwin sau đó lên đường đi Okinawa, tiếp tục làm nhiệm vụ quét mìn trong biển Hoa Đông cho đến hết năm 1945. Nó lên đường quay trở về nhà, về đến San Pedro, California vào ngày 23 tháng 2, 1946, rồi tiếp tục vượt kênh đào Panama để đi sang vùng bờ Đông, đi đến Charleston, South Carolina vào ngày 14 tháng 3. Nó được cho xuất biên chế vào ngày 3 tháng 9, 1946 và được đưa về Hạm đội Dự bị Đại Tây Dương

### Chiến tranh Triều Tiên

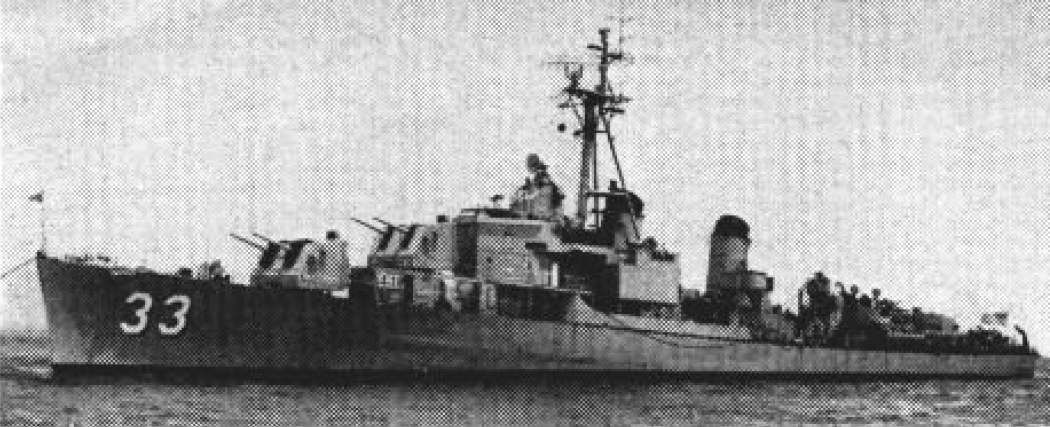
USS Gwin vào giữa những năm 1950.

Sự kiện Chiến tranh Triều Tiên bùng nổ vào tháng 6, 1950 đã khiến Hải quân Hoa Kỳ thiếu hụt tàu chiến còn khả năng hoạt động. Vì vậy Gwin được cho nhập biên chế trở lại tại Charleston vào ngày 8 tháng 7, 1952 dưới quyền chỉ huy của Hạm trưởng, Trung tá Hải quân R. E. Oliver. Trong những năm tiếp theo nó tham gia các hoạt động huấn luyện và thực hành tại chỗ, các chuyến biệt phái sang Châu Âu và các cuộc tập trận trong Khối NATO, xen kẻ với những lượt bảo trì. Vào năm 1953, nó được phái sang Địa Trung Hải cho một lượt phục vụ kéo dài bốn tháng cùng Đệ lục Hạm đội, và đã viếng thăm mười cảng tại Địa Trung Hải trước khi quay trở về Charleston vào ngày 3 tháng 2, 1954. Những chuyến đi thực tập cho học viên sĩ quan từ tháng 6 đến tháng 8 trong các năm 1954 và 1955 đã đưa nó đến Lisbon, Bồ Đào Nha; Le Havre, Pháp; Valencia, Tây Ban Nha; và Torquay, Anh. Con tàu còn quay trở lại khu vực Địa Trung Hải một lần nữa vào năm 1957 để tham gia cuộc tập trận của Khối NATO, phối hợp cùng tàu chiến Anh, Pháp và Bồ Đào Nha, đồng thời viếng thăm Brest và Gibraltar.
Tại vùng biển nhà, Gwin tham gia nhiều cuộc thực hành huấn luyện quét mìn và tìm-diệt chống tàu ngầm dọc theo vùng bờ Đông, cũng như tham gia các cuộc tập trận của Khối NATO tổ chức tại vùng biển Hoa Kỳ. Nó đi đến Xưởng hải quân Philadelphia vào ngày 12 tháng 1, 1958, nơi nó được cho xuất biên chế vào ngày 3 tháng 4, 1958 và đưa về thành phần dự bị. Tên nó được cho rút khỏi danh sách Đăng bạ Hải quân vào năm 1971.

### TCGMuavenet(DM-357)
Gwin được chuyển cho Hải quân Thổ Nhĩ Kỳ vào ngày 15 tháng 8, 1971 và được đổi tên thành TCG Muavenet (DM-357).
Trong cuộc Tập trận Display Determination 92 của Khối NATO vào ngày 2 tháng 10, 1992, Muavenet bị hư hại nặng do trúng hai tên lửa Sea Sparrow phóng từ tàu sân bay Hoa Kỳ Saratoga (CV-60); tai nạn đã khiến năm thành viên thủy thủ đoàn thiệt mạng và 19 người khác bị thương.
Muavenet được cho ngừng hoạt động năm 1993 và bị tháo dỡ sau đó. Tàu frigate Capodanno (FF-1093) được Hoa Kỳ chuyển giao cho Thổ Nhĩ Kỳ như là sự đền bù cho con tàu bị hỏng nặng sau tai nạn.

## Phần thưởng
Gwin được tặng thưởng danh hiệu Đơn vị Tưởng thưởng Hải quân cùng bốn Ngôi sao Chiến trận do thành tích phục vụ trong Thế Chiến II.